# Karl Ernst Richter

Karl Ernst Richter, Lithografie nach eigener Zeichnung von Carl Lutherer, um 1835

Karl Ernst Richter (* 18. Februar 1795 in Zwickau; † 8. April 1863 in Kötzschenbroda) war ein deutscher evangelischer Geistlicher, liberaler Publizist und Mitglied des Landtags, der Ständeversammlung des Königreichs Sachsen.

## Leben
Nach seinem Studium in Leipzig mit einem Abschluss als Magister wurde Richter 1818 Lehrer in Schneeberg und 1819 Conrektor am Gymnasium in Zwickau. Richter war dort Robert Schumanns Lehrer während dessen Zwickauer Gymnasialzeit. Richter, der den Ideen der Aufklärung folgte, trat später von seinem Amt als Diakon an der Marienkirche in Zwickau zurück. 
Als liberaler Publizist gab Richter in Zwickau von 1827 bis 1833 die satirisch-politische Wochenzeitschrift Die Biene heraus. Mit dieser kämpfte er, mit einem Leserkreis weit über Zwickau hinaus, für Volksbildung und eine Verfassung in Sachsen. Darin befürwortete er Reformen, lehnte jedoch revolutionäre Gewalt eindeutig ab. 1832 wurde Richter in Zwickau zum Stadtrat und Vizebürgermeister gewählt. Im gleichen Jahr wurde er im 15. städtischen Wahlbezirk (Zwickau, Werdau, Crimmitschau, Lichtenstein und Kirchberg) zum Abgeordneten in der II. Kammer des Landtags. Er befürwortete die entschädigungslose Abschaffung des Feudalsystems. „Aber schließlich wurde er durch die Zensur mundtot gemacht, durch behördliche Plakereien trotz seiner Stellung als Landtagsabgeordneter in seinem bürgerlichen Leben zugrunde gerichtet“. 1833 wurde Die Biene verboten und Richter musste 1833 oder 1835 in die USA emigrieren, 1836 ging er in die Schweiz. 
Mit falschen Hoffnungen kam er im Mai 1848 von dort nach Sachsen zurück und gab erneut Die Biene heraus. Im Dezember 1848 wurde Richter durch die Vaterlandsvereine des Wahlkreises in Reichenbach erneut in den Landtag gewählt. Im Dezember 1849 wurde seine Zeitung abermals verboten und ihm zugleich ein Berufsverbot erteilt. Danach zog er sich 1852 nach Kötzschenbroda zurück und bestritt seinen Lebensunterhalt mit Privatunterricht und öffentlichen Vorlesungen. Anfang der 1860er-Jahre erkrankte Richter schwer, so dass er bedürftig wurde. Infolgedessen führte die in Dresden von Franz Ludwig Siegel herausgegebene Sächsische Constitutionelle Zeitung Sammlungen für den „Bienenvater“ durch. Nahezu völlig mittellos starb Richter am 8. April 1863.

## Werke
- Richter, Carl Ernst: Vollständiges Wort- und Sachregister zu Friedrich Thiersch’s griechischer Grammatik, vorzüglich des homerischen Dialekts. Fleischer, Leipzig 1823
- M(agister). Richter: Biographie von August Schumann. Richter, Zwickau 1826
- Josephus, Flavius: Judaei Opera omnia / textum ed. Carol[us] Ernest[ius] Richter. (Bibliotheca sacra Patrum ecclesiae Graecorum; P. 1). E. B. Schwickertus, Lipsiae 1826
- Philo <Alexandrinus>; (Hrsg.: Car. Ern. Richter): Opera omnia. (Bibliotheca sacra patrum eccl.; Graec. 2, 1 - 5. 7. 8). Schwickert, Leipzig 1828
- Richter, Carl Ernst: Vollstaendige Wort- und Sachregister zur dritten Auflage von Friedrich Thiersch’s griechischer Grammatik, vorzueglich des homerischen Dialekts. Fleischer, Leipzig 1828
- Richter, Carl Ernst: Die Ereignisse in Leipzig während der Tage des 2., 3. und 4. Septembers des Jahres 1830 / von Carl Ernst Richter. Richter, Zwickau 1830
- Richter, Carl Ernst: Vollständiges Wort- und Sachregister zur dritten Auflage von Friedrich Thiersch’s Grammatik / von M. Carl Ernst Richter. Fleischer, Leipzig 1833
- Richter, Carl Ernst: Stimmen aus Amerika. Gesammelt und herausgegeben zu Nutz und Frommen für Auswanderungslustige. Hft. 1. 1833
- Richter, Carl Ernst: Der Staat. Abhandlungen über Gegenstände der praktischen Staatswissenschaft. Hft. 1. 1835
- Richter, Carl Ernst: Der treue Freund des Auswanderers nach den Vereinigten Staaten von Nord-Amerika : neuest. u. vollst. Handbuch. M. Katz, Dessau 1851
- Richter, Carl Ernst; Richter, Moritz August: Reisen nach Nordamerika und zurück in den Jahren 1835 bis 1848. Zugabe: Ein Brief aus Californien von M. A. Richter. 1852
- Richter, Carl Ernst: Die Vereinigten Staaten von Europa. Andeutungen zur Herstellung eines dauernden Friedens unter den europäischen Staaten. 1859